# Гунар Шелд

 Алф Гунар Скелд (Вестерос 24. септембар 1894 — Вестерос, 24. јун 1971) бивши је шведски бициклистички репрезентативац, специјалиста за друмски бициклизам.
Године 1921 Гунар Скелд постао је први аматерски првак света у Копенхагену. Исте године је био скандинавски првак у појединачној конкуренцији. Године 1923. поново је био скандинавски првак екипни а други појединачно. Године 1924. и 1925. победио је у трци око Меларена, у то време најважнијој трци у Шведској, а на трећем месту био је 1921. и 1923. године.
Учествовао је и на Летњим олимпијским играма 1924. у Паризу и такмичио се у друмском бициклизму појединачно  и екипно. У појединачној трци на 188 км био је 4. .Резултати тројице најбољих из репрезентације рачунали су се и за екипну конкуренцију. Екипа се такмичила у саставу: Гунар Шелд (4), Ерик Болин (7), Рагнар Малм (17) и Ерик Бјурберг (није завршио трку. Резултат 19.59:41,6 им је донео 3. место и бронзану медаљу.. 